# 2016 PP220
2016 PP220 est un objet transneptunien du groupe des cubewanos.

## Caractéristiques
2016 PP220 mesure environ 228 kilomètres de diamètre.